# Anastrepha alveatoides
Anastrepha alveatoides
 es una especie de insecto díptero que Blanchard describió científicamente por primera vez en 1961. Esta especie pertenece al género Anastrepha de la familia Tephritidae.